# Chris de Burgh
Chris de Burgh, artiestennaam van Christopher Johan Davison (Venado Tuerto, Argentinië, 15 oktober 1948), is een Iers singer-songwriter.

## Achtergrond
Hij werd geboren binnen het gezin van Charles Davison, een Brits diplomaat, en secretaresse Maeve Emily de Burgh. Grootvader van moeders kant was Eric de Burgh, een Brits legerofficier en in die hoedanigheid enige tijd Chief of the General Staff. Onder zijn voorvaders bevindt zich Hubert de Burgh, 1st Earl of Kent, een 13e-eeuwse edelman. William Shakespeare gaf die edelman een rol in zijn Koning John. Zijn neef Danny Kinahan werd politicus.
Gedurende zijn jeugd verhuisde hij als gevolg van zijn vaders beroep van land tot land. Uiteindelijk streek de familie neer in Bargy Castle, destijds een vervallen kasteel in het Ierse County Wexford. De Burgh ging naar school in Engeland. Na het Marlborough College ging hij terug naar Ierland om aan Trinity College in Dublin Frans, Engels en literatuur te gaan studeren; hij behaalde daarvoor een Master of Arts-graad. In 1977 huwde hij Diane, met wie hij nog steeds samen is. Het echtpaar kreeg twee zonen en een dochter. Zoon Hubie Davison is een plaatselijk bekend folkzanger, dochter Rosanna Davison werd in 2003 Miss World. De Burgh kwam in het nieuws in 2006, toen hij een brief van een onbekende soldaat uit de Eerste Wereldoorlog kocht en in 2011 toen hij een collectie oude wijnen verkocht voor 500.000 Britse pond.

## Muziek
In het kasteel, door genoemde grootvader in gebruik genomen als hotel, begon de loopbaan van De Burgh als zanger voor de gasten. De Burgh kreeg een platencontract bij A&M Records en werd daarmee stalgenoot van de nog vrijwel onbekende groep Supertramp. Dit betekende het begin van zijn muzikale carrière, want die band maakte net furore met Crime of the Century en De Burgh mocht het voorprogramma verzorgen. Hij vertolkte toen nummers van zijn debuutalbum Far beyond these castle walls. Voor de verkoopcijfers maakte het niet uit, want pas na een aantal muziekalbums zou hij de hitparades goed weten te raken. Opvallend daarbij was het succes van Flying in Brazilië, het stond weken achtereen genoteerd in de hitparade aldaar, het album met zich meeslepend. De albums bleven in Europa en de Verenigde Staten vrijwel alle op de grens van de hitparades steken, soms haalde hij het net aan, andere keren weer niet. Groot succes volgde pas in 1986 met zijn (enige) wereldhit The lady in red, dat er tevens voor zorgde dat zijn oude muziek een kleine revival kende. Daarna was De Burgh wereldberoemd, maar de verkopen van zijn albums en singles keerden terug naar het oude niveau. In 1997 verscheen van hem een single in een oplage van slechts 100 stuks met de titel There’s a new star up in heaven tonight, verwijzend naar de dood van Lady Di. In 2007 zou De Burgh een van de eerste westerse artiesten zijn die ging optreden in Iran na de Iraanse Revolutie (1979), maar de autoriteiten gaven geen toestemming.
Hij heeft regelmatig concerten, ook in Nederland. Na de Cafébrand Volendam heeft hij daar een benefietconcert gegeven, waarvan ook een dvd is uitgebracht. Naar aanleiding van het verschijnen van The storyman, gaf hij een concert in de Heineken Music Hall in Amsterdam (4 december 2006). In 2012 zong hij een nummer samen met Celtic Woman I'm counting on you.

### Beoordeling
De meningen over De Burgh en zijn muziek lopen sterk uiteen. Hij heeft enerzijds een trouwe aanhang, die hem prijst vanwege zijn romantische liedjes; anderzijds nemen critici hem als artiest niet serieus of niet serieus genoeg. De critici ontvangen persoonlijk bericht van De Burgh, als hun kritiek hem niet aanstaat.

## Discografie (albums)
1. Far beyond these castle walls, 1975
2. Spanish train and other stories, 1975
3. At the end of a perfect day, 1977
4. Crusader, 1979
5. Eastern wind, 1980
6. Best moves, 1981
7. The getaway, 1982
8. Man on the line, 1984
9. Into the light, 1986
10. Flying colours, 1988
11. Golden ballads, 1989
12. Power of ten, 1992
13. This way up, 1994
14. Beautiful dreams, 1995
15. The love songs album, 1997
16. Best of romantics, 1999
17. Quiet revolution, 1999
18. The collection, 2001
19. Timing is everything, 2002
20. The road to freedom, 2004
21. Live in Dortmund, 2005
22. The storyman, 2006
23. Footsteps, 2009
24. Moonfleet and other stories, 2010
25. Footsteps 2, 2011
26. Greatest hits, 2012
27. Home, 2012
28. The hands of man, 2014
29. A better world, 2016

## Hitlijsten

### Albums
| Album met eventuele hitnotering(en) in de Nederlandse Album Top 100 | Datum van verschijnen | Datum van binnenkomst | Hoogste positie | Aantal weken | Opmerkingen |
| ------------------------------------------------------------------- | --------------------- | --------------------- | --------------- | ------------ | ----------- |
| The Getaway                                                         | 1982                  | 12-03-1983            | 41              | 4            |             |
| Man on the Line                                                     | 1984                  | 26-05-1984            | 31              | 6            |             |
| Into the Light                                                      | 1986                  | 21-06-1986            | 5               | 23           |             |
| Flying Colours                                                      | 1988                  | 22-10-1988            | 15              | 42           |             |
| Spark to a Flame                                                    | 1989                  | 04-11-1989            | 56              | 7            |             |
| High on Emotion                                                     | 1990                  | 29-09-1990            | 47              | 5            |             |
| Power of Ten                                                        | 1992                  | 16-05-1992            | 40              | 7            |             |
| This Way Up                                                         | 1994                  | 04-06-1994            | 34              | 9            |             |
| Beautiful Dreams                                                    | 27-10-1995            | 06-01-1996            | 53              | 9            |             |
| The Love Songs                                                      | 30-09-1997            | 18-10-1997            | 65              | 3            |             |
| Quiet Revolution                                                    | 23-09-1999            | 02-10-1999            | 45              | 5            |             |
| Timing Is Everything                                                | 16-09-2002            | 28-09-2002            | 76              | 2            |             |
| The Road to Freedom                                                 | 08-03-2004            | 20-03-2004            | 18              | 17           |             |
| The Storyman                                                        | 09-10-2006            | 14-10-2006            | 18              | 5            |             |
| The Hands of Man                                                    | 24-10-2014            | 25-10-2014            | 45              | 2            |             |
| A Better World                                                      | 23-09-2016            | 01-10-2016            | 78              | 1            |             |
| 50                                                                  | 04-10-2024            |                       |                 |              |             |

| Album met hitnotering(en) in de Vlaamse Ultratop 200 albums | Datum van verschijnen | Datum van binnenkomst | Hoogste positie | Aantal weken | Opmerkingen |
| ----------------------------------------------------------- | --------------------- | --------------------- | --------------- | ------------ | ----------- |
| The Road to Freedom                                         | 2004                  | 27-03-2004            | 42              | 9            |             |
| The Hands of Man                                            | 2014                  | 08-11-2014            | 183             | 1            |             |
| A Better World                                              | 2016                  | 01-10-2016            | 137             | 2            |             |

### Singles
| Single met eventuele hitnotering(en) in de Nederlandse Top 40 | Datum van verschijnen | Datum van binnenkomst | Hoogste positie | Aantal weken | Opmerkingen                                                      |
| ------------------------------------------------------------- | --------------------- | --------------------- | --------------- | ------------ | ---------------------------------------------------------------- |
| Don't Pay the Ferryman                                        | 1983                  | 19-02-1983            | tip11           | -            |                                                                  |
| The Head and the Heart                                        | 1984                  | 29-09-1984            | tip8            | -            |                                                                  |
| The Lady in Red                                               | 1986                  | 09-08-1986            | 6               | 12           | Nr. 4 in de Nationale Hitparade / AVRO's Radio en TV-Tip Radio 3 |
| Missing You                                                   | 1988                  | 19-11-1988            | tip3            | -            | Nr. 37 in de Nationale Hitparade Top 100                         |
| Sailing Away                                                  | 1989                  | 06-05-1989            | tip2            | -            | Nr. 45 in de Nationale Hitparade Top 100                         |
| The Simple Truth (A child Is Born)                            | 1991                  | 25-05-1991            | tip8            | -            | Nr. 50 in de Nationale Top 100                                   |

| Single met hitnotering(en) in de Vlaamse Ultratop 50 | Datum van verschijnen | Datum van binnenkomst | Hoogste positie | Aantal weken | Opmerkingen |
| ---------------------------------------------------- | --------------------- | --------------------- | --------------- | ------------ | ----------- |
| The Lady in Red                                      | 1986                  | 30-08-1986            | 1(2wk)          | 12           |             |
| Once in a Lifetime                                   | 2016                  | 15-10-2016            | tip             | -            |             |

### NPO Radio 2 Top 2000
| Nummers met noteringen in de NPO Radio 2 Top 2000 | '99 | '00 | '01 | '02 | '03 | '04 | '05 | '06 | '07 | '08  | '09 | '10 | '11 | '12  | '13  | '14  | '15  | '16 | '17 | '18 | '19 | '20 | '21 | '22  | '23  | '24  |
| ------------------------------------------------- | --- | --- | --- | --- | --- | --- | --- | --- | --- | ---- | --- | --- | --- | ---- | ---- | ---- | ---- | --- | --- | --- | --- | --- | --- | ---- | ---- | ---- |
| The head and the heart                            | -   | -   | -   | -   | -   | -   | -   | 900 | 662 | 1419 | 999 | 889 | 908 | 1311 | 1389 | 1353 | 1710 | -   | -   | -   | -   | -   | -   | -    | -    | -    |
| The Lady in Red                                   | 182 | 268 | 290 | 208 | 177 | 169 | 156 | 148 | 134 | 144  | 297 | 305 | 395 | 575  | 532  | 601  | 714  | 753 | 849 | 976 | 860 | 938 | 911 | 1005 | 1001 | 1132 |

1. ↑  Een '-' betekent dat het nummer niet was genoteerd en een vetgedrukt getal geeft de hoogste notering van een nummer aan.

- Biblioteca Nacional de España: XX902559
- Bibliothèque nationale de France: cb138930712 (data)
- Gemeinsame Normdatei: 11885285X
- International Standard Name Identifier: 0000 0001 1468 6638
- KulturNav: 97721992-7a05-418a-a787-74adcdecfbec
- Library of Congress Control Number: n91074296
- Nationale Bibliotheek van Letland: 000097987
- MusicBrainz: 0c2d1de8-fc3a-4ca9-a90b-eea69a5968a5
- Nationale Bibliotheek van Tsjechië: xx0019485
- Nationale Bibliotheek van Israël: 987007410100905171
- Nationale Bibliotheek van Polen: a0000002773289
- Nederlandse Thesaurus van Auteursnamen: 073616915
- SNAC: w69p6cbt
- Système universitaire de documentation: 158486501
- Virtual International Authority File: 19865010
- WorldCat: E39PBJdmfYMjdCcvkt7w4CBgKd